# Jerónimo Carrión
Pour les articles homonymes, voir Carrion.
 (novembre 2019).
Si vous disposez d'ouvrages ou d'articles de référence ou si vous connaissez des sites web de qualité traitant du thème abordé ici, merci de compléter l'article en donnant les références utiles à sa vérifiabilité et en les liant à la section « Notes et références ».
Miguel Francisco Jerónimo de Carrión Palacio y Escudero, né à Cariamanga le 6 juillet 1804 et mort à San Francisco de Quito le 5 mai 1873, est un homme d'État équatorien qui fut Président de l'Équateur du 7 septembre 1865 au 6 novembre 1867.

## Biographie
Ses parents sont José Benigno Carrión et María Josefa Palacio.
Il a effectué ses études à Loja, Cuenca et Quito. Il devient Docteur en Jurisprudence.
Après la révolution de 1845 qui mit fin au règne de Juan José Flores et se lance dans la politique. Il est élu Député à la Convention nationale de 1845 où il se fait connaitre par ses interventions.
En 1846 il devient gouverneur de la province d'Azuay durant le gouvernement de  Vicente Ramón Roca.
Il est Vice-président en 1856 de Francisco Robles, jusqu'à ce qu'en 1859, par le biais de Gabriel García Moreno, se crée à Quito une Junte de Notables qui l'appelle pour faire partie d'un gouvernement provisoire, avec Pacífico Chiriboga et Gabriel García Moreno.
Lors des élections de 1865, il accède au pouvoir en remplacement de Gabriel García Moreno.
Il démissionne le 6 novembre 1867. Son vice-président, Pedro José de Arteta hérite alors du pouvoir.